# P-980
La P-980 es una carretera de 18,7 kilómetros de longitud que une las localidades palentinas de Carrión de los Condes y Frómista. La titularidad de la vía corresponde a la Junta de Castilla y León, que la ha incluido entre las rutas de la Red Complementaria Preferente, el segundo nivel autonómico, solo por debajo de la Red Básica. El Camino de Santiago francés discurre por ella. Por esta razón existe un camino paralelo entre la localidad de salida y llegada, aunque los peregrinos que buscan la tumba del apóstol Santiago en la capital gallega circulan en sentido decreciente.

## Recorrido y localidades a las que da servicio

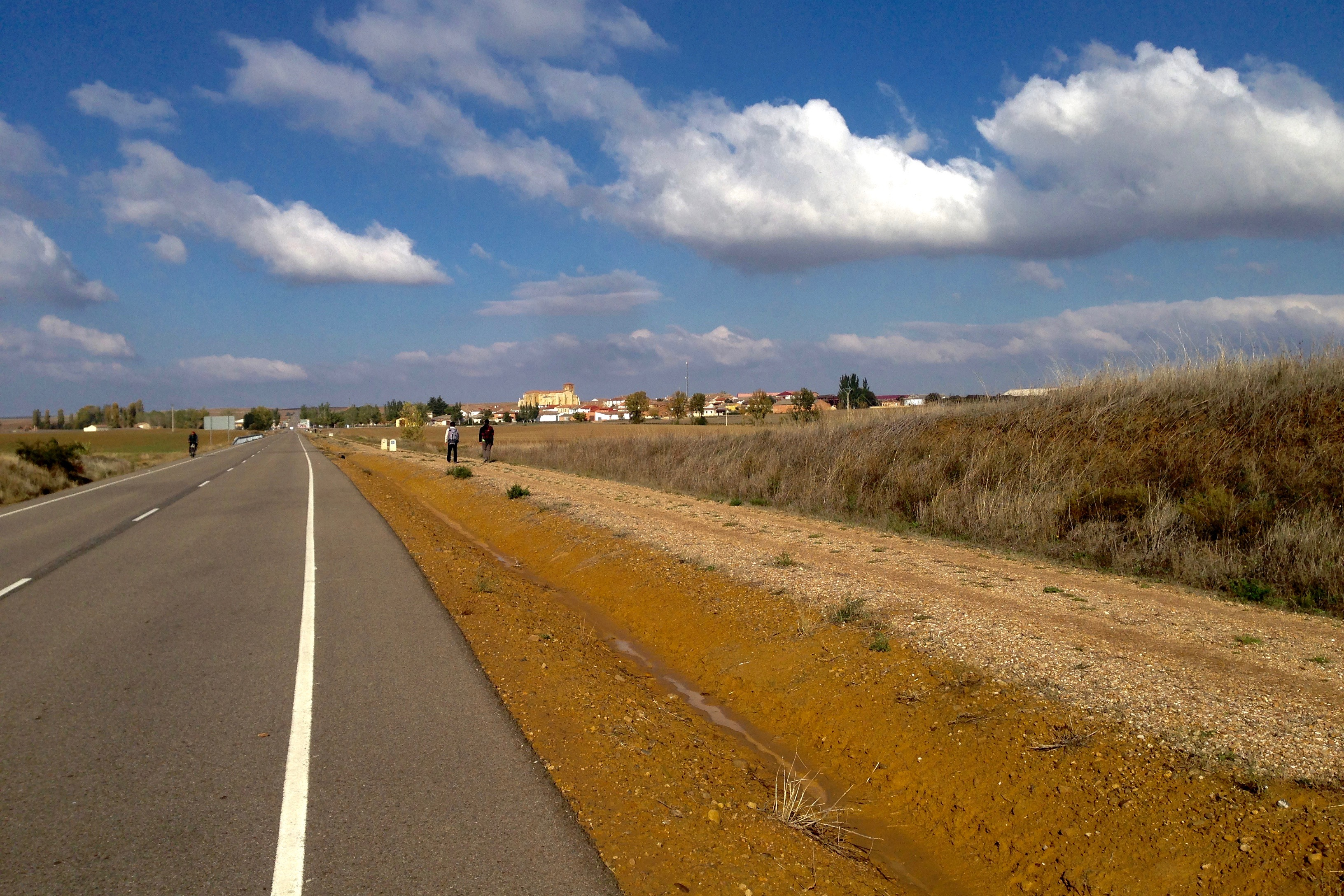
La carretera P-980 y el camino de peregrinos paralelo en las inmediaciones de Villacázar de Sirga

El kilómetro 0 de la P-980 está situado en Carrión de los Condes, en el lado izquierdo del antiguo trazado, hoy vía urbana, de la N-120 junto a los primeros edificios de la localidad si se entra por la carretera de Osorno, en sentido ascendente de la nacional. Actualmente existe una rotonda dedicada a las víctimas del terrorismo, que regula el tráfico entre los citados itinerarios y la P-241, que llega hasta Villaproviano. 
La carretera enfila dirección sureste bordeando la localidad. Junto a ella se sitúa la nueva guardería, el nuevo colegio y la ermita de la Virgen de la Piedad. Después de dejar atrás Carrión de los Condes, la carretera cruza los municipios de Villalcázar de Sirga, Villarmentero de Campos, Revenga de Campos y Población de Campos antes de llegar a Frómista. La vía acaba cuando el antiguo trazado de la N-611 se cruza perpendicularmente con ella, en la oficina de información turística de la villa del Milagro, después de un recorrido de unos 700 metros dentro del casco urbano. Junto a ella está el polideportivo y las piscinas municipales. 
Durante todo el trayecto se puede ver un paisaje agrario, típico de la comarca de Tierra de Campos en la que está situada, variando según la estación del año correspondiente. En Población de Campos se cruza con el río Ucieza.

## Carreteras entrelazadas[3]
| Km (aprox) | Carreteras | Destinos                                          |
| ---------- | ---------- | ------------------------------------------------- |
| 0          | N-120      | Osorno, Burgos, Logroño, Sahagún, León, Vigo      |
| 0          | P-241      | Población de Soto, Nogal de las Huertas, La Serna |
| 5,6        | P-981      | Santillana de Campos, Arconada, Lomas, Villoldo   |
| 11,4       | PP-9801    | Arconada, Villovieco                              |
| 17,7       | N-611      | Osorno, Santander, Palencia                       |
| 17,7       | A-67       | Osorno, Santander, Palencia                       |
| 18,7       | N-611      | Osorno, Santander, Palencia                       |
| 18,7       | P-941      | Santoyo, Astudillo                                |

## Patrimonio artístico cercano a la vía
- El monasterio de Santa Clara de Carrión de los Condes se sitúa muy cerca de la P-980Carrión de los Condes, kilómetro 0

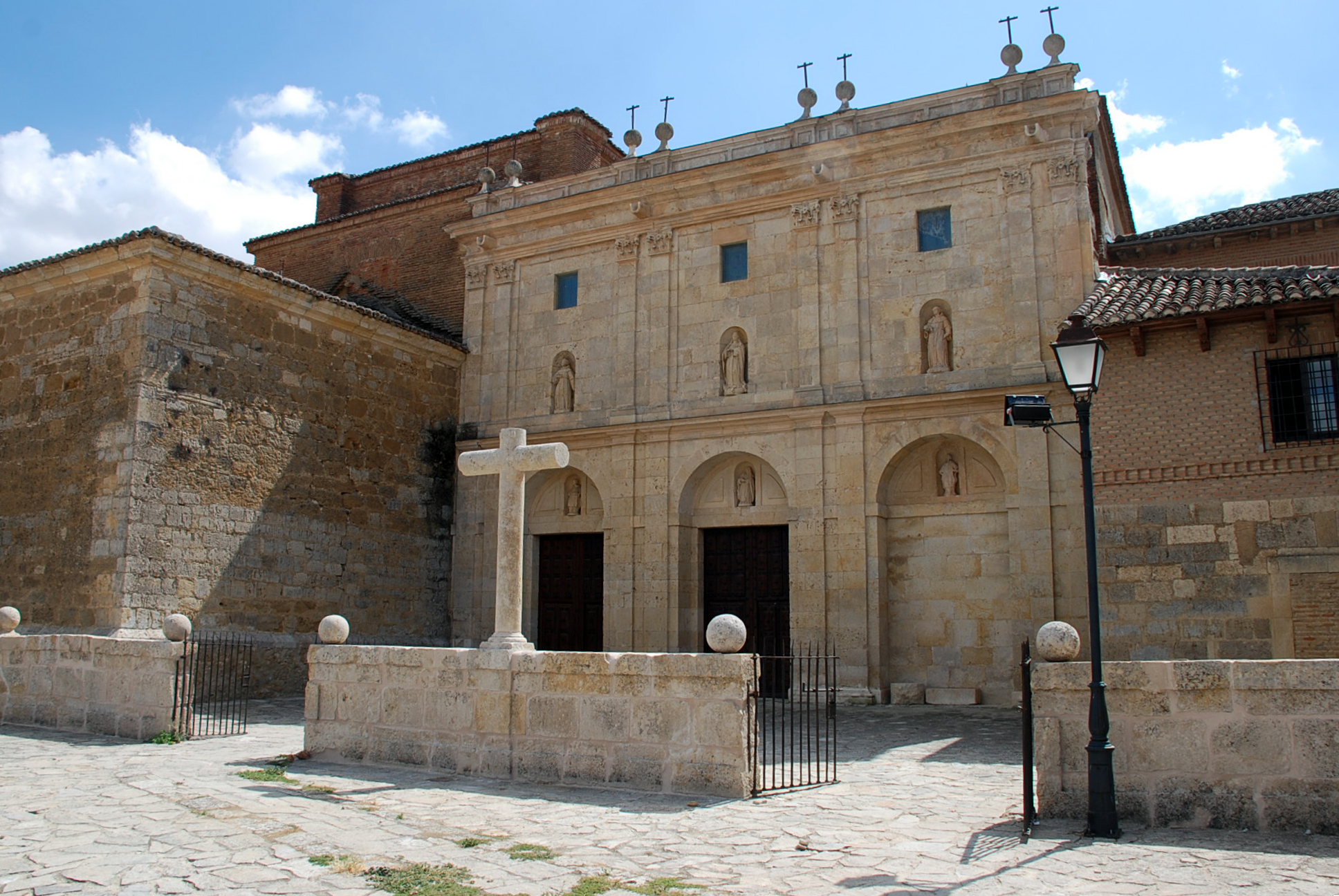
El monasterio de Santa Clara de Carrión de los Condes se sitúa muy cerca de la P-980

Localidad con un elevado número de monumentos históricos, entre los que destacan tres Bienes de Interés Cultural desde 1931: la iglesia de Santa María del Camino, la iglesia de Santiago y el monasterio de San Zoilo. Otros edificios religiosos de gran calidad artística, tanto por su arquitectura como por lo que atesoran dentro son el monasterio de Santa Clara, la iglesia de San Andrés o la ermita de Nuestra Señora de Belén. Entre los civiles destacan el Ayuntamiento, la Casa de la Cultura (antigua cárcel) o el Teatro Sarabia.
- Villalcázar de Sirga, kilómetro 5,6

Municipio donde sobresale su magnífico templo a camino entre el románico y el gótico dedicado a Santa María La Blanca.
- Villarmentero de Campos, kilómetro 9,6

Pequeño pueblo con una iglesia decorada con un bello artesonado mudéjar en madera sin pintar y con piña en el centro del siglo XV.
- La iglesia de Santa María la Blanca de Villalcázar de Sirga se puede observar desde varios kilómetros a la redonda.Revenga de Campos, kilómetro 11,4

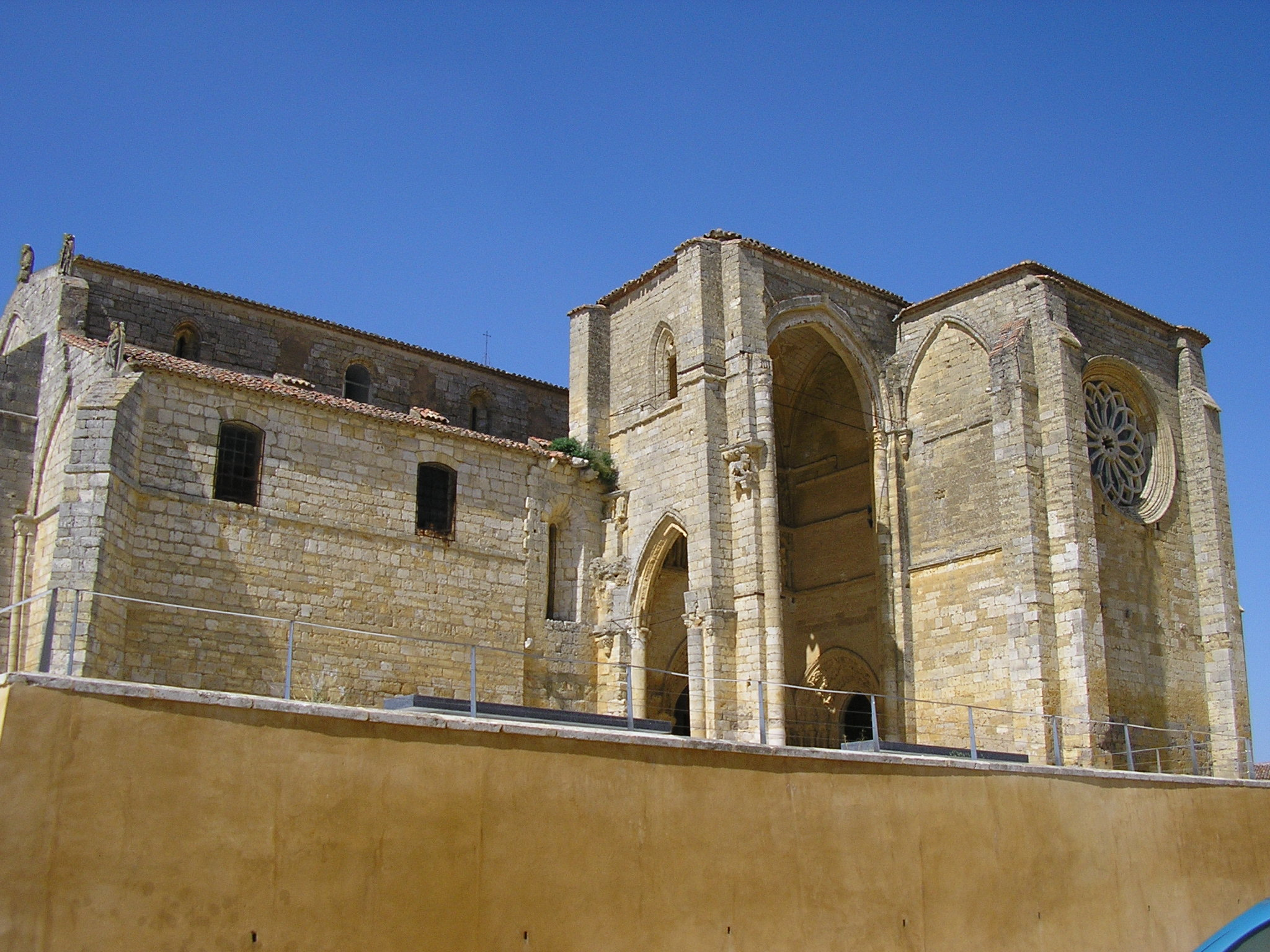
La iglesia de Santa María la Blanca de Villalcázar de Sirga se puede observar desde varios kilómetros a la redonda.

La iglesia de San Lorenzo es el mayor reclamo religioso de la entidad, aunque también se puede visitar el monolito en honor al General Amor, militar de la Guerra de Independencia Española.
- Población de Campos, kilómetro 15

En la parte más alta del pueblo se sitúa la iglesia dedicada a la patrona, Santa María Magdalena. Asimismo, también existen dos ermitas, una en honor a la Virgen del Socorro y otra a San Miguel.
- Las escusas del Canal de Castilla en Frómista.Frómista, kilómetro 17,8

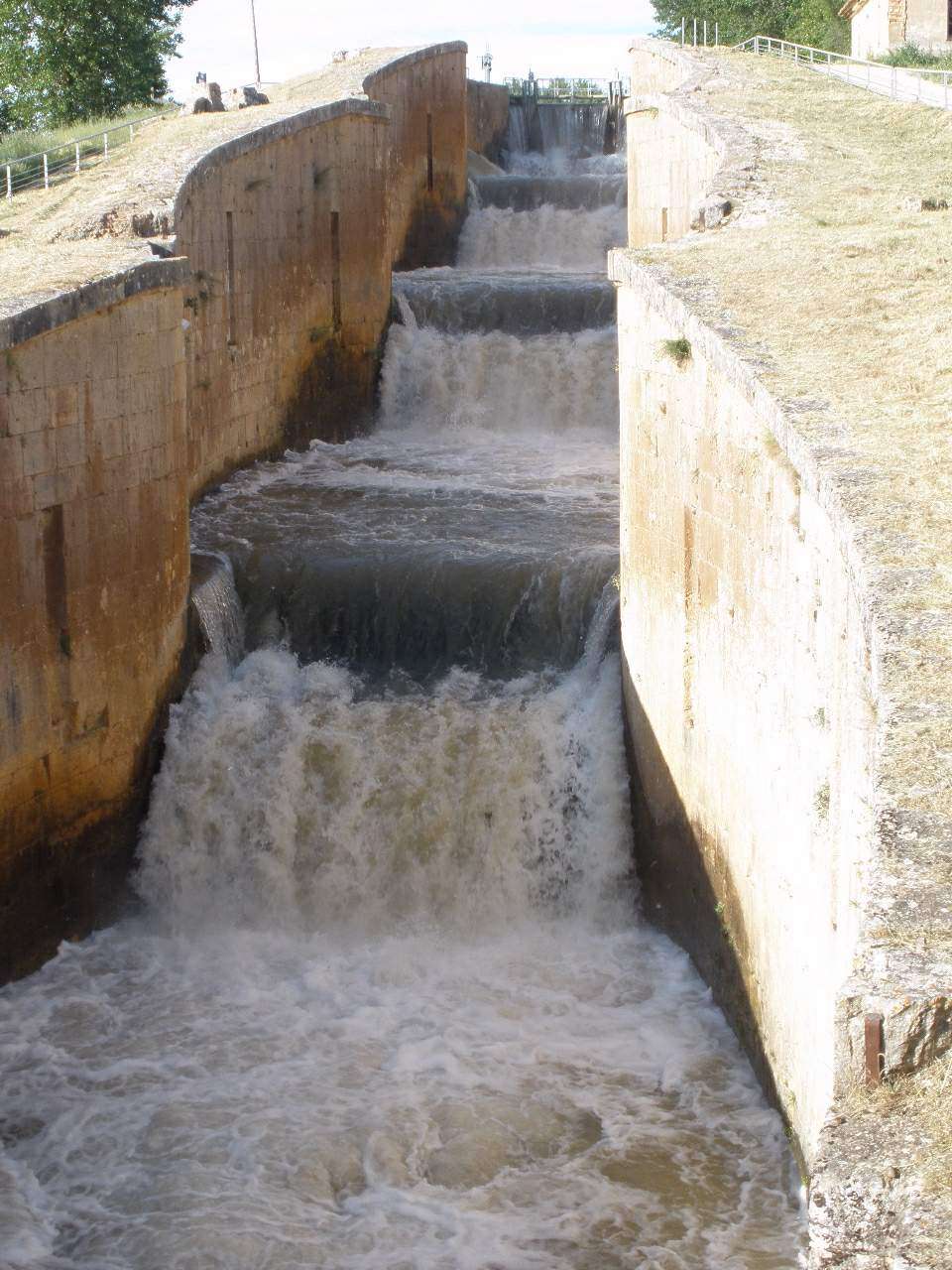
Las escusas del Canal de Castilla en Frómista.

La iglesia de San Martín es una de las joyas del románico español. Entre los bienes civiles sobresale el Canal de Castilla, una obra de ingeniería del siglo XVIII. La única cuádruple esclusa de todo el recorrido se encuentra en esta localidad. Otros monumentos de interés son la iglesia de San Pedro, la ermita del Otero y la iglesia de Santa María del Castillo, Bien de Interés Cultural desde 1944.